# Pedro’s Cup
Pedro’s Cup – cykl międzynarodowych mityngów lekkoatletycznych organizowanych w Polsce od 2005 roku. Zimową edycję mityngu rozgrywano w Bydgoszczy (w latach 2005-2014) oraz w Łodzi w Atlas Arenie (od 2015). W sezonie letnim rozegrano cztery edycje: dwie w Warszawie (na stadionie Orła) oraz dwie w Szczecinie (areną zmagań był Miejski Stadion Lekkoatletyczny). W zawodach biorą udział gwiazdy światowej lekkoatletyki. Podczas zawodów w roku 2008 w Szczecinie Asafa Powell uzyskał rezultat 9,89 i jako pierwszy sportowiec przekroczył na polskiej ziemi barierę 10 sekund w biegu na 100 m. Oprócz zawodów międzynarodowych odbyły się także dwa mityngi krajowe – zimowy w roku 2008 oraz letni w 2005.

## Edycje mityngów międzynarodowych

### Mityngi halowe
| Edycja | Data             | Miasto    | Obiekt      |
| ------ | ---------------- | --------- | ----------- |
| I      | 26 stycznia 2005 | Bydgoszcz | Łuczniczka  |
| II     | 25 stycznia 2006 | Bydgoszcz | Łuczniczka  |
| III    | 14 lutego 2007   | Bydgoszcz | Łuczniczka  |
| IV     | 20 lutego 2008   | Bydgoszcz | Łuczniczka  |
| V      | 10 lutego 2009   | Bydgoszcz | Łuczniczka  |
| VI     | 10 lutego 2010   | Bydgoszcz | Łuczniczka  |
| VII    | 16 lutego 2011   | Bydgoszcz | Łuczniczka  |
| VIII   | 8 lutego 2012    | Bydgoszcz | Łuczniczka  |
| IX     | 12 lutego 2013   | Bydgoszcz | Łuczniczka  |
| X      | 31 stycznia 2014 | Bydgoszcz | Łuczniczka  |
| XI     | 17 lutego 2015   | Łódź      | Atlas Arena |
| XII    | 5 lutego 2016    | Łódź      | Atlas Arena |

### Mityngi letnie
| Edycja | Data             | Miasto   | Obiekt                          |
| ------ | ---------------- | -------- | ------------------------------- |
| I      | 30 sierpnia 2006 | Warszawa | Stadion Orła                    |
| II     | 19 września 2007 | Warszawa | Stadion Orła                    |
| III    | 17 września 2008 | Szczecin | Miejski Stadion Lekkoatletyczny |
| IV     | 15 września 2009 | Szczecin | Miejski Stadion Lekkoatletyczny |
| V      | 7 września 2010  | Szczecin | Miejski Stadion Lekkoatletyczny |